# Witte Nete
De Witte Nete is een rivier die ten zuiden van Dessel wordt gevormd door de samenvloeiing van de Voorste Nete, Achterste Nete, en de Vleminckloop die de basis vormt van de Kleine Nete.
De rivier stroomt in westelijke richting ten zuiden van Retie. Daar voegt de Zwarte Nete zich bij het riviertje. Even verderop bevindt zich de Watermolen van Retie. Een deel van het water wordt hier sinds 2007 omgeleid via een vistrap. 
De naam Witte Neet (Witte Neet, Desselse Neet en Zwarte Neet) verdwijnt nadat de Looiendse Neet (Looiendse Neet en Klein Neetje) zich bij het water van de Witte Neet heeft gevoegd, en verandert in Kleine Neet. 
De naam Kleine Neet en Witte Neet is reeds te vinden op kaarten ter hoogte van Mol-Sluis, waarna het riviertje in de oude zandput (Miramar) verdwijnt. Vóór de zandwinning sloot deze aan op de huidige bedding van de Witte Neet in Dessel. Het riviertje wordt door de inwoners van Mol-Sluis, De Witte Neet genoemd. De overloop van deze oude zandput gaat nu in de Vleminckloop op Mol-Donk, richting Dessel, waar deze vervoegd wordt met de Voorste Neet en de Achterste Neet.